# Manihot nogueirae
Manihot nogueirae är en törelväxtart som beskrevs av Antonio Costa Allem. Manihot nogueirae ingår i släktet Manihot och familjen törelväxter. Inga underarter finns listade i Catalogue of Life.